# Riku Tanaka
Riku Tanaka (田中 陸 Tanaka Riku?, nacido el 4 de mayo de 1999 en Chiba) es un futbolista japonés que juega como centrocampista en el Renofa Yamaguchi FC de la J2 League.
En 2018, Tanaka se unió al Kashiwa Reysol de la J2 League.

## Trayectoria

### Clubes
| Club                         | País  | Año    |
| ---------------------------- | ----- | ------ |
| Kashiwa Reysol               | Japón | 2018 - |
| Renofa Yamaguchi FC (cedido) | Japón | 2020 - |

## Estadística de carrera

### J. League
| Club           | Año   | J. League | J. League | Copa J. League | Copa J. League | Total | Total |
| Club           | Año   | Part.     | Goles     | Part.          | Goles          | Part. | Goles |
| -------------- | ----- | --------- | --------- | -------------- | -------------- | ----- | ----- |
| Kashiwa Reysol | 2018  | 0         | 0         | 0              | 0              | 0     | 0     |
| Kashiwa Reysol | 2019  | 9         | 0         | 4              | 0              | 13    | 0     |
| Total          | Total | 9         | 0         | 4              | 0              | 13    | 0     |